# Ligue des champions féminine de l'EHF 2012-2013
Navigation
Ligue des champions 2011-2012 Ligue des champions 2013-2014
La Ligue des champions 2012-2013 est la 53e édition de la Ligue des champions féminine de l'EHF. 28 clubs européens y participent. Elle oppose les meilleurs clubs européens qui se sont illustrés dans leurs championnats respectifs la saison précédente.
Elle a vu le club hongrois de Győri ETO KC remporter le titre face au club norvégien de Larvik HK.

## Participants
Vingt-huit équipes participent à la compétition : 17 clubs participent à cinq tournois de qualifications dont les vainqueurs rejoignent les 11 clubs directement qualifiés en phase de groupe. 
| Phase de groupes (11 clubs) | Phase de groupes (11 clubs) |
| --- | --- |
| - Hypo Niederösterreich Vainqueur du Championnat d'Autriche - Podravka Vegeta Vainqueur du Championnat de Croatie - Randers HK Champion du Championnat du Danemark - Thüringer HC Vainqueur du Championnat d'Allemagne - Győri ETO KC Vainqueur du Championnat de Hongrie - Budućnost Podgorica Tenant du titre | - Larvik HK Vainqueur du Championnat de Norvège - Oltchim Râmnicu Vâlcea Vainqueur du Championnat de Roumanie - HC Dinamo Volgograd Vainqueur du Championnat de Russie - RK Krim Vainqueur du Championnat de Slovénie - IK Sävehof Vainqueur du Championnat de Suède |
| Tournois de qualifications (17 clubs) | |
| - Viborg HK 2e du Championnat du Danemark - BM Bera Bera 2e du Championnat d'Espagne - Issy Paris Hand 2e du Championnat de France 2012 - Buxtehuder SV 2e du Championnat d'Allemagne - Leipzig HC 3e du Championnat d'Allemagne - FTC Budapest 2e du Championnat de Hongrie - ŽRK Metalurg Skopje Vainqueur du Championnat de Macédoine - Byåsen Trondheim 2e du Championnat de Norvège - SV Dalfsen Vainqueur du Championnat des Pays-Bas | - Vistal Łączpol Gdynia Vainqueur du Championnat de Pologne - Univ. Jolidon Cluj 2e du Championnat de Roumanie - Rostov-Don 2e du Championnat de Russie - Zvezda Zvenigorod 4e du Championnat de Russie - ŽRK Zaječar Vainqueur du Championnat de Serbie - LC Brühl Handball Vainqueur du Championnat de Suisse - Iuventa Michalovce Vainqueur du Championnat de Slovaquie - Muratpaşa Belediyesi SK Antalya Vainqueur du Championnat de Turquie |

Notes
1. ↑  Le vainqueur du championnat d'Espagne, SD Itxako, a décidé de ne pas participer à la Ligue des champions à cause d'importants problèmes financiers. C'est donc le deuxième du championnat, le BM Bera Bera, qui représente l'Espagne dans cette compétition.
2. ↑  Le vainqueur du Championnat de France, l'Arvor 29-Pays de Brest a été rétrogradé en deuxième division à cause de problèmes financiers et est privé de participer à la Ligue des champions. C'est donc le deuxième du championnat, l'Issy Paris Hand, qui représente la France dans cette compétition.

## Tournois de qualification
Trois formats différents sont mis en place :
- un tournoi wild-card à trois équipes disputé sous forme de championnat : 1 équipe qualifiée ;
- trois tournois de qualification à disputé sous forme de phase finale à quatre : 3 équipes qualifiées ;
- un affrontement entre deux équipes disputée sous forme de match aller-retour : 1 équipe qualifiée.

Le vainqueur est placé dans le 3e chapeau de la phase de groupes. Les équipes classées 2e et 3e sont reversées dans le 3e tour de la Coupe des coupes. Et enfin, le cas échéant, les équipes classées 4e sont reversées dans le 2e tour de la Coupe des coupes. Le tirage au sort a eu lieu le 3 juillet 2012 à Vienne.

### Légende
- Qualifié pour la phase de groupes

### Tournoi wild-card
Le tournoi wild Card s'est déroulé au Palais des sports Robert-Charpentier, à Issy-les-Moulineaux entre le 21 et 23 septembre 2012 :
|   | Équipe            | Pts | J | G | N | P | Bp | Bc | Diff |
| - | ----------------- | --- | - | - | - | - | -- | -- | ---- |
| 1 | Zvezda Zvenigorod | 4   | 2 | 2 | 0 | 0 | 52 | 41 | 11   |
| 2 | Leipzig HC        | 2   | 2 | 1 | 0 | 1 | 42 | 42 | 0    |
| 3 | Issy Paris Hand   | 0   | 2 | 0 | 0 | 2 | 36 | 47 | -11  |

| Date              | Club 1            | Score   | Club 2            |
| ----------------- | ----------------- | ------- | ----------------- |
| 21 septembre 2012 | Leipzig HC        | 21 - 16 | Issy Paris Hand   |
| 22 septembre 2012 | Zvezda Zvenigorod | 26 - 21 | Leipzig HC        |
| 23 septembre 2012 | Issy Paris Hand   | 20 - 26 | Zvezda Zvenigorod |

### Tournois de qualification
Les trois tournois ont eu lieu les 22 et 23 septembre 2012.
Le premier tournoi s'est déroulé à Viborg au Danemark :
|  | Demi-finales  | Demi-finales  |                        |    | Finale | Finale |
|  | Demi-finales  | Demi-finales  |                        |    | Finale | Finale |
|  |               |               |                        |    |        |        |
|  |               |               |                        |    |        |        |
|  |               |               |                        |    |        |        |
|  | Viborg HK     | 30            |                        |    |        |        |
|  | Viborg HK     | 30            |                        |    |        |        |
|  | LC Brühl      | 14            |                        |    |        |        |
|  | LC Brühl      | 14            | Viborg HK              | 26 |        |        |
|  |               |               | Viborg HK              | 26 |        |        |
|  |               | Vistal Gdynia | 22                     |    |        |        |
|  | BM Bera Bera  | Vistal Gdynia | 22                     | 22 |        |        |
|  | BM Bera Bera  |               |                        | 22 |        |        |
|  | Vistal Gdynia | 31            |                        |    |        |        |
|  | Vistal Gdynia | 31            | Match pour la 3e place |    |        |        |
|  |               |               |                        |    |        |        |
|  |               |               |                        |    |        |        |
|  |               |               |                        |    |        |        |
|  | LC Brühl      | 23            |                        |    |        |        |
|  | LC Brühl      | 23            |                        |    |        |        |
|  | BM Bera Bera  | 33            |                        |    |        |        |
|  | BM Bera Bera  | 33            |                        |    |        |        |

Le deuxième tournoi s'est déroulé à Trondheim en Norvège :
|  | Demi-finales     | Demi-finales  |                        |    | Finale | Finale |
|  | Demi-finales     | Demi-finales  |                        |    | Finale | Finale |
|  |                  |               |                        |    |        |        |
|  |                  |               |                        |    |        |        |
|  |                  |               |                        |    |        |        |
|  | Byåsen Trondheim | 29            |                        |    |        |        |
|  | Byåsen Trondheim | 29            |                        |    |        |        |
|  | Metalurg Skopje  | 15            |                        |    |        |        |
|  | Metalurg Skopje  | 15            | Byåsen Trondheim       | 22 |        |        |
|  |                  |               | Byåsen Trondheim       | 22 |        |        |
|  |                  | Buxtehuder SV | 26                     |    |        |        |
|  | Buxtehuder SV    | Buxtehuder SV | 26                     | 34 |        |        |
|  | Buxtehuder SV    |               |                        | 34 |        |        |
|  | SV Dalfsen       | 31            |                        |    |        |        |
|  | SV Dalfsen       | 31            | Match pour la 3e place |    |        |        |
|  |                  |               |                        |    |        |        |
|  |                  |               |                        |    |        |        |
|  |                  |               |                        |    |        |        |
|  | Metalurg Skopje  | 34            |                        |    |        |        |
|  | Metalurg Skopje  | 34            |                        |    |        |        |
|  | SV Dalfsen       | 26            |                        |    |        |        |
|  | SV Dalfsen       | 26            |                        |    |        |        |

Le troisième tournoi s'est déroulé à Cluj-Napoca en Roumanie :
|  | Demi-finales       | Demi-finales |                        |    | Finale | Finale |
|  | Demi-finales       | Demi-finales |                        |    | Finale | Finale |
|  |                    |              |                        |    |        |        |
|  |                    |              |                        |    |        |        |
|  |                    |              |                        |    |        |        |
|  | Univ. Jolidon Cluj | 34           |                        |    |        |        |
|  | Univ. Jolidon Cluj | 34           |                        |    |        |        |
|  | Muratpaşa BSK      | 26           |                        |    |        |        |
|  | Muratpaşa BSK      | 26           | Univ. Jolidon Cluj     | 23 |        |        |
|  |                    |              | Univ. Jolidon Cluj     | 23 |        |        |
|  |                    | Rostov-Don   | 22                     |    |        |        |
|  | Rostov-Don         | Rostov-Don   | 22                     | 29 |        |        |
|  | Rostov-Don         |              |                        | 29 |        |        |
|  | ŽRK Zaječar        | 28           |                        |    |        |        |
|  | ŽRK Zaječar        | 28           | Match pour la 3e place |    |        |        |
|  |                    |              |                        |    |        |        |
|  |                    |              |                        |    |        |        |
|  |                    |              |                        |    |        |        |
|  | Muratpaşa BSK      | 27           |                        |    |        |        |
|  | Muratpaşa BSK      | 27           |                        |    |        |        |
|  | ŽRK Zaječar        | 35           |                        |    |        |        |
|  | ŽRK Zaječar        | 35           |                        |    |        |        |

### Match aller-retour
| Date Aller        | Club         | Aller   | Total   | Retour  | Club               | Date Retour       |
| ----------------- | ------------ | ------- | ------- | ------- | ------------------ | ----------------- |
| 19 septembre 2012 | FTC Budapest | 40 - 26 | 71 - 48 | 31 - 22 | Iuventa Michalovce | 22 septembre 2012 |

## Phase de groupe
Les 16 équipes qualifiées sont réparties dans quatre groupes de quatre. Les deux premiers de chaque poule sont qualifiés pour le tour principal. Les troisièmes de chaque groupe sont reversées en huitièmes de finale de la Coupe des coupes. Le tirage au sort a eu lieu le 6 juillet à Herzogenaurach (Allemagne)
Chapeau 1
- Budućnost Podgorica
- Larvik HK
- Győri ETO KC
- Oltchim Râmnicu Vâlcea

Chapeau 2
- Randers HK
- RK Krim
- HC Dinamo Volgograd
- Thüringer HC

Chapeau 3
- Hypo Niederösterreich
- ŽRK Podravka Koprivnica
- IK Sävehof
- Zvezda Zvenigorod

Chapeau 4
- Viborg HK
- Buxtehuder SV
- Univ. Jolidon Cluj
- FTC Budapest

### Légende
- Qualifié pour le tour principal.
- Reversées en huitièmes de finale de la Coupe des coupes.
- Éliminé de la compétition.

### Groupe A
|   | Équipe                 | Pts | J | G | N | P | Bp  | Bc  | Diff |
| - | ---------------------- | --- | - | - | - | - | --- | --- | ---- |
| 1 | Oltchim Râmnicu Vâlcea | 12  | 6 | 6 | 0 | 0 | 170 | 129 | 41   |
| 2 | Randers HK             | 6   | 6 | 3 | 0 | 3 | 166 | 156 | 10   |
| 3 | Hypo Niederösterreich  | 6   | 6 | 3 | 0 | 3 | 156 | 153 | 3    |
| 4 | Buxtehuder SV          | 0   | 6 | 0 | 0 | 6 | 134 | 188 | -54  |

### Groupe B
|   | Équipe                  | Pts | J | G | N | P | Bp  | Bc  | Diff |
| - | ----------------------- | --- | - | - | - | - | --- | --- | ---- |
| 1 | Győri ETO KC            | 12  | 6 | 6 | 0 | 0 | 180 | 134 | 46   |
| 2 | RK Krim                 | 6   | 6 | 3 | 0 | 3 | 151 | 157 | -6   |
| 3 | ŽRK Podravka Koprivnica | 6   | 6 | 3 | 0 | 3 | 136 | 143 | -7   |
| 4 | Univ. Jolidon Cluj      | 0   | 6 | 0 | 0 | 6 | 141 | 174 | -33  |

### Groupe C
|   | Équipe              | Pts | J | G | N | P | Bp  | Bc  | Diff |
| - | ------------------- | --- | - | - | - | - | --- | --- | ---- |
| 1 | Larvik HK           | 10  | 6 | 5 | 0 | 1 | 197 | 156 | 41   |
| 2 | FTC Budapest        | 10  | 6 | 5 | 0 | 1 | 183 | 163 | 20   |
| 3 | HC Dinamo Volgograd | 2   | 6 | 1 | 0 | 5 | 157 | 200 | -43  |
| 4 | IK Sävehof          | 2   | 6 | 1 | 0 | 5 | 174 | 192 | -18  |

### Groupe D
|   | Équipe                  | Pts | J | G | N | P | Bp  | Bc  | Diff |
| - | ----------------------- | --- | - | - | - | - | --- | --- | ---- |
| 1 | Zvezda Zvenigorod       | 10  | 6 | 5 | 0 | 1 | 154 | 142 | 12   |
| 2 | ŽRK Budućnost Podgorica | 8   | 6 | 4 | 0 | 2 | 149 | 134 | 15   |
| 3 | Thüringer HC            | 6   | 6 | 3 | 0 | 3 | 146 | 153 | -7   |
| 4 | Viborg HK               | 0   | 6 | 0 | 0 | 6 | 143 | 163 | -20  |

## Tour principal

### Équipes qualifiées
Le tirage au sort a eu lieu le 20 novembre 2012 à Vienne.
| Chapeau 1              | Chapeau 2               |
| ---------------------- | ----------------------- |
| Oltchim Râmnicu Vâlcea | Randers HK              |
| Győri ETO KC           | RK Krim Mercator        |
| Larvik HK              | FTC Budapest            |
| Zvezda Zvenigorod      | ŽRK Budućnost Podgorica |

### Légende
- Qualifié pour les demi-finales.
- Éliminé de la compétition.

### Groupe W
|   | Équipe                  | Pts | J | G | N | P | Bp  | Bc  | Diff |
| - | ----------------------- | --- | - | - | - | - | --- | --- | ---- |
| 1 | Győri ETO KC            | 12  | 6 | 6 | 0 | 0 | 160 | 122 | 38   |
| 2 | Larvik HK               | 8   | 6 | 4 | 0 | 2 | 146 | 133 | 13   |
| 3 | ŽRK Budućnost Podgorica | 3   | 6 | 1 | 1 | 4 | 116 | 139 | -23  |
| 4 | Randers HK              | 1   | 6 | 0 | 1 | 5 | 129 | 157 | -28  |

### Groupe Z
|   | Équipe             | Pts | J | G | N | P | Bp  | Bc  | Diff |
| - | ------------------ | --- | - | - | - | - | --- | --- | ---- |
| 1 | RK Krim            | 8   | 6 | 4 | 0 | 2 | 161 | 149 | 12   |
| 2 | Oltchim Rm. Valcea | 8   | 6 | 4 | 0 | 2 | 154 | 142 | 12   |
| 3 | FTC Budapest       | 6   | 6 | 3 | 0 | 3 | 163 | 173 | -10  |
| 4 | Zvezda Zvenigorod  | 2   | 6 | 1 | 0 | 5 | 159 | 173 | -14  |

## Phase finale

### Demi-finales
| Date aller   | Club                      | Aller   | Total   | Retour  | Club         | Date retour   |
| ------------ | ------------------------- | ------- | ------- | ------- | ------------ | ------------- |
| 6 avril 2013 | CS Oltchim Râmnicu Vâlcea | 22 - 24 | 47 - 48 | 25 - 24 | Győri ETO KC | 11 avril 2013 |
| 6 avril 2013 | Larvik HK                 | 22 - 24 | 49 - 43 | 27 - 19 | RK Krim      | 13 avril 2013 |

Dans la première demi-finale, le RK Krim parvient à s'imposer lors du match aller en Norvège mais le Larvik HK remporte le match retour de six buts et se qualifie pour la finale :
| 6 avril 2013 15h15 | Larvik HK        | 22 - 24  | RK Krim         | Arena Larvik à Larvik Affluence : 2 522 Arbitrage : Joanna Brehmer, Agnieszka Skowronek |
| 6 avril 2013 15h15 | Gro Hammerseng 6 | (9 - 16) | Susann Müller 8 | Arena Larvik à Larvik Affluence : 2 522 Arbitrage : Joanna Brehmer, Agnieszka Skowronek |
| 6 avril 2013 15h15 | ×3 ×4            | Rapport  | ×3 ×6           | Arena Larvik à Larvik Affluence : 2 522 Arbitrage : Joanna Brehmer, Agnieszka Skowronek |

| 13 avril 2013 20h30 | RK Krim         | 19 - 27  | Larvik HK       | Arena Stozice à Ljubljana Affluence : 5 000 Arbitrage : Charlotte et Julie Bonaventura |
| 13 avril 2013 20h30 | Carmen Martín 4 | (9 - 13) | Isabel Blanco 7 | Arena Stozice à Ljubljana Affluence : 5 000 Arbitrage : Charlotte et Julie Bonaventura |
| 13 avril 2013 20h30 | ×3 ×1           | Rapport  | ×3 ×2           | Arena Stozice à Ljubljana Affluence : 5 000 Arbitrage : Charlotte et Julie Bonaventura |

Dans la seconde demi-finale, le Győri ETO KC s'impose aussi à l'extérieur sur le même score que l'autre demi-finale, mais la victoire d'un but de l'Oltchim Râmnicu Vâlcea en Hongrie ne suffit pas pour empêcher le Győri ETO KC de se qualifier pour la finale :
| 6 avril 2013 18h00 | Oltchim Râmnicu Vâlcea | 22 - 24   | Győri ETO KC    | S. Polivalenta "Ioan Kunst Ghermanescu" à Bucarest Affluence : 5 138 Arbitrage : Lars Geipel, Marcus Helbig |
| 6 avril 2013 18h00 | Katarina Bulatović 8   | (10 - 14) | Anita Görbicz 8 | S. Polivalenta "Ioan Kunst Ghermanescu" à Bucarest Affluence : 5 138 Arbitrage : Lars Geipel, Marcus Helbig |
| 6 avril 2013 18h00 | ×3                     | Rapport   | ×3 ×6           | S. Polivalenta "Ioan Kunst Ghermanescu" à Bucarest Affluence : 5 138 Arbitrage : Lars Geipel, Marcus Helbig |

| 11 avril 2013 19h00 | Győri ETO KC | 24 - 25   | Oltchim Râmnicu Vâlcea | Veszprém Aréna à Veszprem Affluence : 5 019 Arbitrage : Nenad Nikolic, Dusan Stojkovic |
| 11 avril 2013 19h00 | Heidi Løke 5 | (10 - 14) | Alexandrina Barbosa 5  | Veszprém Aréna à Veszprem Affluence : 5 019 Arbitrage : Nenad Nikolic, Dusan Stojkovic |
| 11 avril 2013 19h00 | ×3 ×4        | Rapport   | ×6 ×3                  | Veszprém Aréna à Veszprem Affluence : 5 019 Arbitrage : Nenad Nikolic, Dusan Stojkovic |

### Finale
| Date Aller | Club      | Aller   | Total   | Retour  | Club         | Date Retour |
| ---------- | --------- | ------- | ------- | ------- | ------------ | ----------- |
| 5 mai 2013 | Larvik HK | 21 – 24 | 43 – 47 | 22 – 23 | Győri ETO KC | 11 mai 2013 |

Finale aller
| 5 mai 2013 16 h 45 | Larvik HK       | 21 – 24 | Győri ETO KC    | Arena Larvik à Larvik Affluence : 4 115 Arbitrage : Florescu, Duta |
| 5 mai 2013 16 h 45 | Isabel Blanco 5 | (13-12) | Anita Görbicz 8 | Arena Larvik à Larvik Affluence : 4 115 Arbitrage : Florescu, Duta |
| 5 mai 2013 16 h 45 | ×3 ×1           | Rapport | ×3              | Arena Larvik à Larvik Affluence : 4 115 Arbitrage : Florescu, Duta |

| Larvik HK                        |                         |   |              |
| 77                               | Cecilie Leganger        |   |              |
| 16                               | Lene Rantala            |   |              |
| 5                                | Isabel Blanco           | 5 |              |
| 11                               | Linn-Kristin Riegelhuth | 4 | Suspension   |
| 15                               | Linn Jørum Sulland      | 4 |              |
| 19                               | Thea Mørk               | 3 |              |
| 9                                | Nora Mørk               | 2 |              |
| 4                                | Sara Breistøl           | 1 |              |
| 8                                | Karoline Dyhre Breivang | 1 | Carton jaune |
| 10                               | Gro Hammerseng          | 1 | Carton jaune |
| 22                               | Kristina Bille          |   |              |
| 14                               | Kristine Breistøl       |   |              |
| 3                                | Anja Edin               |   |              |
| 2                                | Tonje Larsen            |   | Carton jaune |
| 21                               | Mie Sando               |   |              |
| 22                               | Pernille Wibe           |   |              |
| Entraîneur : Ole Gustav Gjekstad |                         |   |              |

| Győri ETO KC               |                          |   |                           |
| 1                          | Katrine Lunde Haraldsen  |   |                           |
| 12                         | Orsolya Herr (en)        |   |                           |
| 13                         | Anita Görbicz            | 8 |                           |
| 5                          | Heidi Løke               | 6 | Carton jaune · Suspension |
| 4                          | Jovanka Radičević        | 5 |                           |
| 18                         | Eduarda Amorim           | 2 | Suspension                |
| 14                         | Anikó Kovacsics          | 1 | Carton jaune              |
| 77                         | Andrea Lekić             | 1 | Carton jaune · Suspension |
| 19                         | Viktória Rédei-Soós (en) | 1 |                           |
| 20                         | Raphaëlle Tervel         |   | Suspension                |
| 8                          | Dóra Hornyák             |   |                           |
| 11                         | Dorina Korsós (en)       |   |                           |
| 22                         | Adrienn Orban            |   |                           |
| 25                         | Szederke Sirian          |   |                           |
| 24                         | Ivett Szepesi (en)       |   |                           |
| Entraîneur : Ambros Martín |                          |   |                           |

Finale retour
| 11 mai 2013 16 h 45 | Győri ETO KC                    | 23 – 22 | Larvik HK   | Veszprém Aréna à Veszprém Affluence : 5 119 Arbitrage : Gubica, Milošević |
| 11 mai 2013 16 h 45 | Heidi Løke, Jovanka Radičević 5 | (13-8)  | Nora Mørk 5 | Veszprém Aréna à Veszprém Affluence : 5 119 Arbitrage : Gubica, Milošević |
| 11 mai 2013 16 h 45 | ×2                              | Rapport | ×3 ×4       | Veszprém Aréna à Veszprém Affluence : 5 119 Arbitrage : Gubica, Milošević |

| Győri ETO KC               |                          |   |              |
| 1                          | Katrine Lunde Haraldsen  |   |              |
| 12                         | Orsolya Herr (en)        |   |              |
| 5                          | Heidi Løke               | 5 | Carton jaune |
| 4                          | Jovanka Radičević        | 5 |              |
| 13                         | Anita Görbicz            | 4 |              |
| 77                         | Andrea Lekić             | 3 | Carton jaune |
| 18                         | Eduarda Amorim           | 2 |              |
| 14                         | Anikó Kovacsics          | 2 |              |
| 24                         | Ivett Szepesi (en)       | 2 |              |
| 20                         | Raphaëlle Tervel         |   |              |
| 19                         | Viktória Rédei-Soós (en) |   |              |
| 8                          | Dóra Hornyák             |   |              |
| 11                         | Dorina Korsós (en)       |   |              |
| 22                         | Adrienn Orban            |   |              |
| 25                         | Szederke Sirian          |   |              |
| Entraîneur : Ambros Martín |                          |   |              |

| Larvik HK                        |                         |   |              |
| 77                               | Cecilie Leganger        |   |              |
| 16                               | Lene Rantala            |   |              |
| 9                                | Nora Mørk               | 5 |              |
| 10                               | Gro Hammerseng          | 4 | Carton jaune |
| 11                               | Linn-Kristin Riegelhuth | 4 |              |
| 19                               | Thea Mørk               | 3 | Suspension   |
| 5                                | Isabel Blanco           | 2 | Carton jaune |
| 3                                | Anja Edin               | 2 |              |
| 2                                | Tonje Larsen            | 2 | Suspension   |
| 15                               | Linn Jørum Sulland      |   | Carton jaune |
| 20                               | Pernille Wibe           |   | Suspension   |
| 8                                | Karoline Dyhre Breivang |   | Suspension   |
| 4                                | Sara Breistøl           |   |              |
| 22                               | Kristina Bille          |   |              |
| 14                               | Kristine Breistøl       |   |              |
| 21                               | Mie Sando               |   |              |
| Entraîneur : Ole Gustav Gjekstad |                         |   |              |

## Les championnes d'Europe
| Championne d'Europe Ligue des champions de l'EHF 2013 Győri ETO KC 1er titre |

## Statistiques

### Meilleures buteuses
Les meilleures buteuses (hors phases de qualification) de la Ligue des champions 2012-2013 sont 
|-
| Rang | Joueuse                       | Équipe                  | Buts |
| ---- | ----------------------------- | ----------------------- | ---- |
| 1    | Zsuzsanna Tomori              | FTC Budapest            | 95   |
| 2    | Katarina Bulatović            | Oltchim Râmnicu Vâlcea  | 90   |
| 3    | Milena Knežević               | ŽRK Budućnost Podgorica | 86   |
| 4    | Anita Görbicz                 | Győri ETO KC            | 79   |
| 4    | Linn-Kristin Riegelhuth Koren | Larvik HK               | 79   |
| 6    | Gro Hammerseng                | Larvik HK               | 71   |
| 7    | Heidi Løke                    | Győri ETO KC            | 67   |
| 7    | Lioudmila Postnova            | Zvezda Zvenigorod       | 67   |
| 9    | Camilla Dalby                 | Randers HK              | 66   |
| 10   | Zita Szucsánszki              | FTC Budapest            | 65   |